# Grand Prix 2016/2017 (volleyboll, damer)
Grand Prix 2016/2017 spelades helgen 7-8 januari 2017 i Fyrishov, Uppsala. Det var den 20:a upplagan av Grand Prix. Engelholms VS vann titeln för tredje gången i rad genom att vinna finalen över Hylte/Halmstad VBK med 3-1 i set. Lindesbergs VBK tog bronsplatsen genom att besegra Örebro Volley med 3-1 i set. Engelholm vann sin semifinal över Lindesberg med 3-0 och Hylte/Halmstad vann sin semifinal över Örebro Volley med samma siffror.